# Onze-Lieve-Vrouw ter Lindenkapel (Rozebeke)

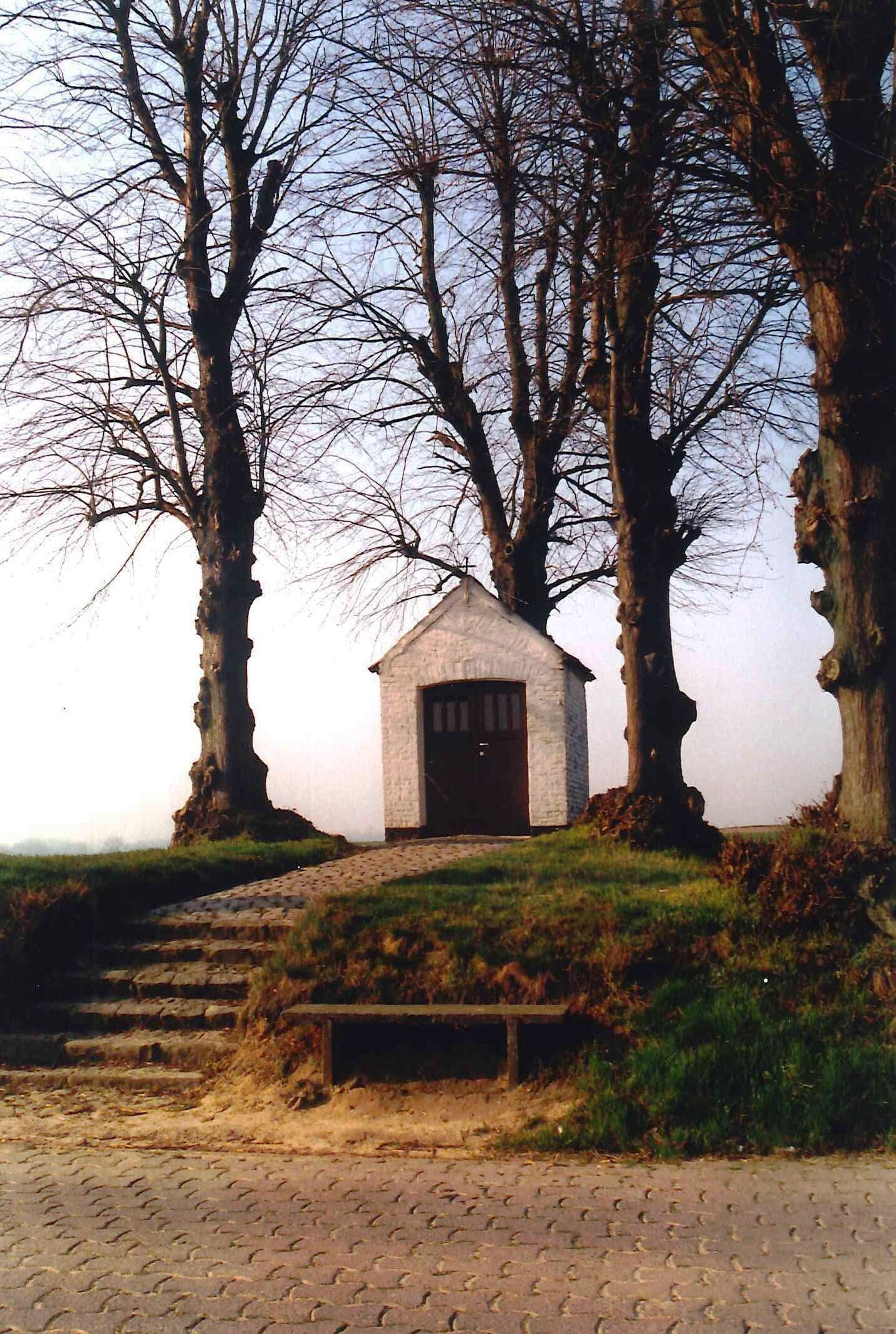
Onze-Lieve-Vrouw ter Lindenkapel

De Onze-Lieve-Vrouw ter Lindenkapel is een kapel in de tot de Oost-Vlaamse gemeente Zwalm behorende plaats Rozebeke, gelegen aan de Vijflindenlaan.
De kapel is waarschijnlijk gesticht in de 18e eeuw. Hij heeft een vierkante plattegrond en staat op het hoogste punt (90 meter) van Rozebeke. De kapel werd vanouds omringd door vijf lindebomen waarvan nog de stronken overgebleven zijn. Het geheel is beeldbepalend voor de omgeving.